# Barão de Melgaço
Barão de Melgaço es un municipio brasilero del estado de Mato Grosso. Se localiza a una latitud 16º11'40" sur y a una longitud 55º58'03" oeste, estando a una altitud de 156 metros,en la región del pantanal. Su población estimada en 2004 era de 6.566 habitantes.
Barão de Melgaço era una tierra del coronel Antônio Paes de Barros que donó la tierra a Nuestra Señora de las Dores.
Patrona: Nuestra Señora De las Dores